# Uzhivka
Uzhivka ( en ucraniano: Ужі́вка; en ruso: Ленинское / Ужовка   ) es una aldea en Raión de Novoazovsk ( distrito ) en Óblast de Donetsk del este de Ucrania, en 122.2   km SSE desde el centro de la ciudad de Donetsk, a 22,6   km NO de Novoazovsk . 
La localidad fue tomada por fuerzas prorrusas durante la Guerra en Donbáss, que comenzó a mediados de abril de 2014.

## Demografía
En 2001 el asentamiento tenía 136 habitantes. La distribución del idioma nativo a partir del censo ucraniano de 2001 :
- Ucraniano : 54.56%
- Ruso: 14.71%